# Furija Mijako
Furija Mijako (降矢美彌子 - Furiya Miyako, Ota-ku, Tokió, 1943. február 19. – Fukusima, 2018. december 16.) japán zongoraművész, zenepedagógus, egyetemi oktató (Teikjo Heiszei Egyetem). A Kodály-módszer egyik legeredményesebb propagátora és bevezetője Japánban. Az általa alapított Fukusimai Kodály Kórus vezetője és karnagya.

## Pályafutása
A Muszasinoi Zeneakadémia Zeneművészeti Karán zongora tanszakon végzett 1965-ben, már a kezdetektől zenepedagógiai kérdések foglalkoztatták. A Nemzetközi Kodály Társaság ösztöndíjasaként 1987-ben Magyarországon tanult a Liszt Ferenc Zeneművészeti Főiskolán karvezetést és zongorát, előbbit Ugrin Gábor és Mohayné Katanics Mária, utóbbit Kurtág György és Ábrahám Mariann tanítványaként. Itteni tanulmányai után, hazatérését követően megalapította a Fukusimai Kodály Kórust, amely 1987 óta ad elő Japánban és világszerte hatalmas sikereket aratva. 1994 októberétől 2008 márciusáig a Mijagi Egyetem tanárképző karának professzora volt.

## Díjai
- 2007 - Pro Artibus Artisjus Bartók-érem - Kortárs magyar zeneművek külföldi előadásáért
- 2012 - Pro Cultura Hungarica díj